# Illarion Gawrilowitsch Woronzow
Illarion Gawrwitsch Woronzow (russisch Илларион Гаврилович Воронцов) (* 1674; † 25. Mai 1750) war Gouverneur mehrerer russischer Provinzen, Senator und Geheimrat. 

## Biografie
Über Illarion Woronzows frühe Kindheit ist nicht viel bekannt. Es wurde behauptet, er sei ein Ururenkel des Bojaren Fjodor Woronzow (woron = Rabe), der 1546 von Iwan dem Schrecklichen hingerichtet wurde. Illarions Vater Gawril (Гаврил) Woronzow, der erste historisch gesicherte Namensträger des später geadelten Woiwodengeschlechts der Woronzow aus Rostow am Don, das möglicherweise nicht von der Bojarenfamilie gleichen Namens abstammte, war 1678 bei der Belagerung von Tschigirin in der Ukraine gefallen.
In seiner Jugend war Illarion Anwalt und wurde dann zum Verwalter befördert (Verwalter bedeutete damals, dass er den Prinzen auf Inspektionsreisen begleitete usw.). Während des Großen Nordischen Krieges fing Illarion Woronzow eine Karriere in der Armee an und stieg zum Major auf. Von 1702 bis 1706 und von 1709 bis 1712 diente Woronzow als Kommandant in Rostow. Woronzow unterhielt eine herzliche Beziehung zum Metropoliten Dmitri von Rostow. Von 1713 bis 1720 war Illarion Woronzow als Gouverneur von Turinsk und später im Tjumen in Sibirien tätig. Für die Ernennung für diesen lukrativen Posten in Sibirien ließ er dem Fiskalchef Nesterow ein Bestechungsgeld in Höhe von 500 Rubeln zukommen. Als dies bekannt wurde, wurde Woronzow seines Amtes enthoben und bis 1726 ins Exil nach Sibirien geschickt. Nach dem Tod Peter I. wurde er amnestiert, aber aus dem Militärdienst entlassen. Mit dem Regentschaftsantritt von Kaiserin Anna I. durfte er wieder Ämter bekleiden. Nacheinander war er die Gouverneur von Susdal (1730–1732), Kostroma (1735–1737) und Wjatka (1739–1740).
Einen Aufschwung in seiner Karriere verdankte Woronzow dem Staatsstreich und der Inthronisierung Elisabeths im Jahr 1741, weil sein Sohn Michail Woronzow einer ihrer engsten Mitarbeiter wurde. Er wurde am 5. Dezember 1741 vom Major zum Staatsrat und 1742 zum Regierungsrat befördert. Anlässlich der Hochzeit seines Sohnes Michail mit der Cousine der Kaiserin erhielt Woronzow den Alexander-Newski-Orden. Am 12. Dezember 1742 wurde er Mitglied des Regierenden Senats. Anschließend wurde er auch zum Geheimrat ernannt. Am 15. März 1744 wurde dem 70-jährigen Woronzow, der zuletzt den Rang eines Generalmajors bekleidete, die Entlassung aus dem Dienst gewährt. Sein ältester Sohn wurde 1744 geadelt und führte den Titel knjes (etwa: „Graf“, oft auch „Fürst“, ein Titel des mittleren Adels), sein Sohn Iwan erhielt diesen Titel 1760. 
Woronzow starb am 25. Mai 1750 und wurde neben seiner Frau in einem Kloster bestattet.

## Familie
Woronzow war verheiratet mit Anna Grigoriewna Maslova. Das Paar hatte vier Kinder:
- Michail Larionowitsch Woronzow, enger Mitarbeiter der Kaiserin Elisabeth und Kanzler des Russischen Reiches
- Roman Illarionowitsch Woronzow, mehrfacher Gouverneur mehrerer Provinzen, einer der reichsten Männer Russlands
- Iwan Illarionowitsch Woronzow, Senator, Kammerjunker und Präsident des Wotschina Kollegiums
- Daria Illarionowna Woronzowa